# Rearviewmirror
«Rearviewmirror» es una canción del grupo estadounidense Pearl Jam, perteneciente al álbum Vs. de 1993. Esta fue una de las primeras canciones en donde el cantante Eddie Vedder participaría también con la guitarra. El nombre de la canción fue usado como título e incluida en su colección de grandes éxitos Rearviewmirror: Greatest Hits 1991-2003.
Al final de la versión de estudio de la canción se puede escuchar como un frustrado Dave Abbruzzese arroja sus baquetas contra la pared, esto como respuesta a la presión a la que el productor Brendan O'Brien lo estuvo sometiendo durante la grabación de la canción.

## Significado de la letra
Eddie Vedder en una entrevista comentaría acerca de la canción: "Comenzamos con la música y después tratamos cosas apropiadas para la letra. Me hacía sentir como si estuviera en auto, alejándome de algo, de una mala situación. Hay emociones en eso. Recordé todas las veces en que quería escapar..."
Existe la teoría [cita requerida] de que Vedder escribió la letra como forma de sacar la ira contenida sobre la situación en la cual creció en casa, en particular acerca de su padre abusivo.

## Versiones de la canción
Existe una versión acústica de la canción ejecutada por el grupo The Frogs que aparece en el sencillo de Pearl Jam "Immortality".